# Till (Name)
Till ist ein männlicher Vorname und Familienname.

## Herkunft und Bedeutung
Der Name ist aus dem altfränkischen thiuda, gleichzeitig althochdeutsch diot, diet („Volk“) gebildet, wie z. B. auch bei den Namen Dieter oder Dietmar. Daraus entwickelten sich Koseformen wie Dietz(o) oder Dietilo, die regional über Tillo bzw. T(hi)ilo und Tille zu Till, mit der längeren Koseform Til(l)man(n), weiterentwickelt wurden.
Die Bedeutung wird oft an Dietrich („der im Volk Mächtige“, „Herrscher des Volkes“) angelehnt oder vom altfriesischen Wort til „gut“, „tüchtig“ abgeleitet, weswegen die Bedeutung in Norddeutschland im Gegensatz zum restlichen Deutschland anders ist. Eine Grenze vom fränkischen zum friesischen Till lässt sich ungefähr vom nördlichen Westfalen einschließlich Ostwestfalen-Lippe über Niedersachsen (ohne die Region Südniedersachsen sowie die Landkreise Goslar und Holzminden) und das nordwestliche Sachsen-Anhalt bis Schleswig-Holstein ziehen. In Nordostdeutschland vermischen sich die Bedeutungen.

### Namenstag
Der Name Till hat folgende Namenstage:
- 2. Januar
- 16. Januar: Tilman (Till, Thilo, Tillmann)[2]
- 5. März
- 17. Mai
- 18. Mai

## Varianten
- Til
- Till
- Tyll
- Thill
- Tyl
- Tilman
- Tilmann
- Tillmann
- Thilo
- Thyl

## Bekannte Namensträger

### Vorname
- Till Backhaus (* 1959), deutscher Politiker
- Till Wyler von Ballmoos (* 1979), Schweizer Theaterregisseur und Musiker
- Till Bastian (* 1949), deutscher Mediziner, Publizist und Autor
- Till Behrens (* 1931), deutscher Architekt, Stadtplaner und Industriedesigner
- Till Brönner (* 1971), deutscher Trompeter
- Till Burgwächter (* 1975), deutscher Schriftsteller und Journalist
- Till Casper (* 1938), deutscher Unternehmer
- Till Demtrøder (* 1967), deutscher Schauspieler, Synchronsprecher und Autor
- Till Ehrlich (* 1964), deutscher Journalist und Autor
- Till Endemann (* 1976), deutscher Filmregisseur und Drehbuchautor
- Till Fellner (* 1972), österreichischer Pianist
- Till Feser (* 1972), deutscher Eishockeyspieler
- Till Franzen (* 1973), deutscher Regisseur und Drehbuchautor
- Till Fuhrmann (* 1970), deutscher Kostümbildner
- Till Hagen (* 1949), deutscher Synchronsprecher und Schauspieler
- Till Nikolaus von Heiseler (* 1962), deutscher Autor und Regisseur
- Till Helmke (* 1984), deutscher Sprinter
- Till Hoheneder (* 1965), deutscher Comedian und Musiker
- Till Kinzel (* 1968), deutscher Historiker und Literaturwissenschaftler
- Till Kirsten (* 1937), deutscher Experimentalphysiker
- Till Klockow (1908–1970), deutsche Schauspielerin und Synchronsprecherin
- Till de Kock (1915–2010), deutscher Holzbildhauer und Puppenbildner
- Till Lindemann (* 1963), deutscher Sänger
- Till Mairhofer (* 1958), österreichischer Verleger und Schriftsteller
- Till Meyer (* 1944), deutscher ehemaliger Terrorist der Bewegung 2. Juni und Agent der DDR-Staatssicherheit
- Till Müller-Klug (* 1967), deutscher Autor und Regisseur
- Till Nachtmann (* 1973), deutscher Künstler
- Till Nassif (* 1971), deutscher Moderator, Redakteur und Autor
- Till van Rahden (* 1967), deutscher Historiker und Hochschullehrer
- Till Roenneberg (* 1953), deutscher Verhaltensforscher und Biologe
- Till Schmerbeck (* 1969), deutscher Filmproduzent
- Till Steffen (* 1973), deutscher Politiker
- Till Topf (* 1962), deutscher Schauspieler und Synchronsprecher
- Till Völger (* 1987), deutscher Synchronsprecher
- Till Reiners (* 1985), deutscher Comedian

### Fiktive Personen
- Till Eulenspiegel, Schalksnarr und Titelheld eines mittelniederdeutschen Volksbuches
- Till  Künstlername des Büttenredners Dieter Brandt
- Till Hauser, Titelfigur der Fernsehserie Till, der Junge von nebenan

### Familienname
- Alfred Till (1879–1959), österreichischer Geologe und Paläontologe, Bodenkundler
- Aranka Till (1909–1996), ungarische Fotografin und Bildhauerin
- Eric Till (* 1929), britischer Regisseur, Filmproduzent und Drehbuchautor
- Celine van Till (* 1991), Schweizer Para-Sportlerin
- Christian Till (* 1977), deutscher Eishockeytorhüter
- Darren Till (* 1992), britischer Kampfsportler
- Dietmar Till (* 1969), deutscher Germanist und Hochschullehrer
- Emmett Till (1941–1955), US-amerikanisches Opfer von Rassismus
- Geoffrey Till (* 1945), britischer Marinehistoriker
- Guido Till (* 1955), deutscher Kommunalpolitiker
- Hans Till (1920–2012), österreichischer Gärtner und Kakteensammler
- Hermann Till (* 1873), deutscher Philologe und Mitglied des Provinziallandtages der Provinz Hessen-Nassau
- Holger Till (* 1962), deutscher Arzt und Hochschullehrer
- Ignaz Till (1891–1945), österreichischer Händler und Politiker (SPÖ)
- James Till (1931–2025), kanadischer Biophysiker und Krebsforscher
- Jochen Till (* 1966), deutscher Schriftsteller und Theaterautor
- Johann Till der Ältere (1800–1889), österreichischer Maler
- Johann Till der Jüngere (1827–1894), österreichischer Maler
- Kera Till (* 1981), deutsch-französische Illustratorin
- Leopold Till (1830–1893), österreichischer Historien- und Genremaler
- Lucas Till (* 1990), US-amerikanischer Schauspieler
- Markus Till (* 1970), deutscher Biologe, Autor, Musiker und Blogger
- Rudolf Till (Archivar) (1906–1973), österreichischer Historiker und Archivar
- Rudolf Till (1911–1979), deutscher Altphilologe
- Walter Till (Koptologe) (1894–1963), österreichischer Koptologe
- Walter Till (Biologe) (* 1956), österreichischer Botaniker
- Vinzenz Till (1838–1925), österreichischer Mühlenbesitzer, Erfinder und Schriftsteller